# I'll Always Know What You Did Last Summer
I'll Always Know What You Did Last Summer är en amerikansk thriller från 2006 i regi av Sylvain White som bygger på en novell skriven av författaren Lois Duncan. Filmen, som kom ut direkt på DVD, hade Sverigepremiär den 27 oktober 2006.

## Handling
På USA:s nationaldag terroriseras ett gäng ungdomar i en mindre stad i Colorado av ett upptåg som gör att den ena efter den andra av dem dör. Då svär de att de aldrig ska berätta om det inträffade för någon. Efter ett år, på nästa nationaldag, börjar det dyka upp meddelanden som talar om att det finns fler som känner till det inträffade.

## Om filmen
Filmen är inspelad i Park City i Utah men utspelar sig i Colorado och är den tredje filmen i serien efter Jag vet vad du gjorde förra sommaren och Jag vet fortfarande vad du gjorde förra sommaren.

## Rollista
| Brooke Nevin           | – Amber Williams  |
| David Paetkau          | – Colby Patterson |
| Torrey DeVitto         | – Zoe             |
| Ben Easter             | – Lance           |
| Seth Packard           | – Roger           |
| KC Clyde               | – Hafner          |
| Clay Taylor            | – PJ              |
| Michael Flynn          | – Sheriff Davis   |
| Levy Whitlock          | – Mitch           |
| Brittanie Nicole Leary | – Kim             |
| Star LaPointe          | – Kelly           |
| Don Shanks             | – Fiskaren        |